# Miskend glimschoteltje
Miskend glimschoteltje (Lecania subfuscula) is een korstmossoort uit het geslacht glimschoteltje (Lecania). Het komt voor op steen en leeft in symbiose een chlorococcoïde alg.

## Determinatie
Miskend glimschoteltje is een korstvormig korstmos. Het thallus is vaak moeilijk te zien is omdat het vaak diep in het substraat verzonken ligt. De apotheciën zijn schijfvormig met een diameter van 0,2 tot 0,6 mm. Ze zijn vlak of licht bol. De kleur is vaak donker, variërend van zwart tot bruin of roodachtig. De ascosporen zijn langwerpig, hyaliene, hebben 3 tot 5 septen en 14-28 x 2-3 µm. Het korstmos bevat ook conidiën, die krom en haakvormig zijn, en kunnen variëren in grootte.
Het thallus heeft geen kenmerkende kleurreacties: K-, C-, KC-, P-, UV-.

## Verspreiding
In Nederland is miskend glimschoteltje zeer zeldzaam.